# 東ドイツカラーの社会主義
東ドイツカラーの社会主義（ひがしドイツカラーのしゃかいしゅぎ、ドイツ語: Sozialismus in den Farben der DDR）とは、1988年、当時ドイツ民主共和国国家評議会議長兼ドイツ社会主義統一党（SED）書記長であったエーリッヒ・ホーネッカーによって考案された思想である。

## 概要
ミハイル・ゴルバチョフのペレストロイカ、グラスノスチの影響により考案された。他の東欧諸国であるポーランドやハンガリーでは既に改革が始まっており、ソビエト連邦でもゴルバチョフが改革を進めていたが、分断国家である東ドイツでは、社会主義のみが国家のアイデンティティーであり、政治の民主化や経済の自由化は東ドイツと西ドイツとの差異を無くし、さらには東ドイツという国家の存在意義の消滅を意味することをホーネッカーらSED幹部も知っていたため、ゴルバチョフのモデルには従えなかった。しかもその「変革」の波は、ホーネッカーらSEDがスローガンとして掲げてきた「ソ連に学ぶことは、勝利を学ぶことを意味する」と主張してきた筈の、正にそのソ連からやってきたのである。
1988年、ホーネッカー政権はソ連のメディアにさえ検閲をかけ、ソ連の雑誌『スプートニク』を発禁処分とした。この雑誌には、当時東側諸国でタブー視されていた独ソ不可侵条約の内容について触れられており、それを国内で流布されるのを恐れたのである。しかし、これは東ドイツの知識人の不満を一気に高めることになり、かえって状況を悪化させた。
翌1989年にハンガリーがオーストリアとの国境にある鉄条網を撤去すると、多くの東ドイツ市民がハンガリーやチェコスロバキアへ夏の休暇を利用して逃亡し、8月19日にはハンガリー政府が非公式に東ドイツ市民をオーストリアへ出国させた（汎ヨーロッパ・ピクニック）。相次ぐ国外逃亡にホーネッカーは有効な手立てを講じることが出来ず、さらに10月7日の東ドイツ建国40周年記念式典に参加したゴルバチョフは改革を行おうとしないホーネッカーに対して不満を露わにした。これを機にSEDの党内からもホーネッカー降ろしの声が強まり、10月18日にホーネッカーは失脚。翌月にはベルリンの壁が崩壊し、翌年には東ドイツも西ドイツに吸収されて消滅した。
この思想は、フランス共産党の「フランス色の社会主義」から影響を受けたとされる。